# Otiorhynchus porcatus
Otiorhynchus porcatus — вид долгоносиков-скосарей из подсемейства Entiminae.

## Описание
Жук длиной 4-5 мм. Имеет чёрную или тёмно-коричневую окраску, усики и ноги красновато-коричневые, верх в мелких округлых желтоватых чешуйках. Плоские чётные промежутки между бороздками на надкрыльях не имеет рядов точек и зёрнышек. Надкрылья не очень короткие и широкие, с резкими бороздками, нечётные промежутки имеют вид заметно приподнятых рёбрышек и несут короткие щетинки.

## Экология
Распространён в лесной зоне.